# Kolikjegan
Kolikjegan (rusky Коликъёган) je řeka v Chantymansijském autonomním okruhu v Ťumeňské oblasti v Rusku. Je dlouhá 457 km. Plocha povodí měří 12 200 km².

## Průběh toku
Pramení na Sibiřských úvalech. Na dolním toku je velmi členitá. V povodí řeky je mnoho jezer. Ústí zprava do Vachu (povodí Obu) na 195 říčním kilometru.

### Přítoky
- zleva – Lungjegan, Aj-Kolikjegan, Ekkanjegan

## Vodní režim
Zdrojem vody jsou převážně sněhové srážky. Od jara do léta je protáhlé období, kdy je zvýšený stav vody. Zamrzá na konci října a rozmrzá v květnu.